# Cravatta di Sherman

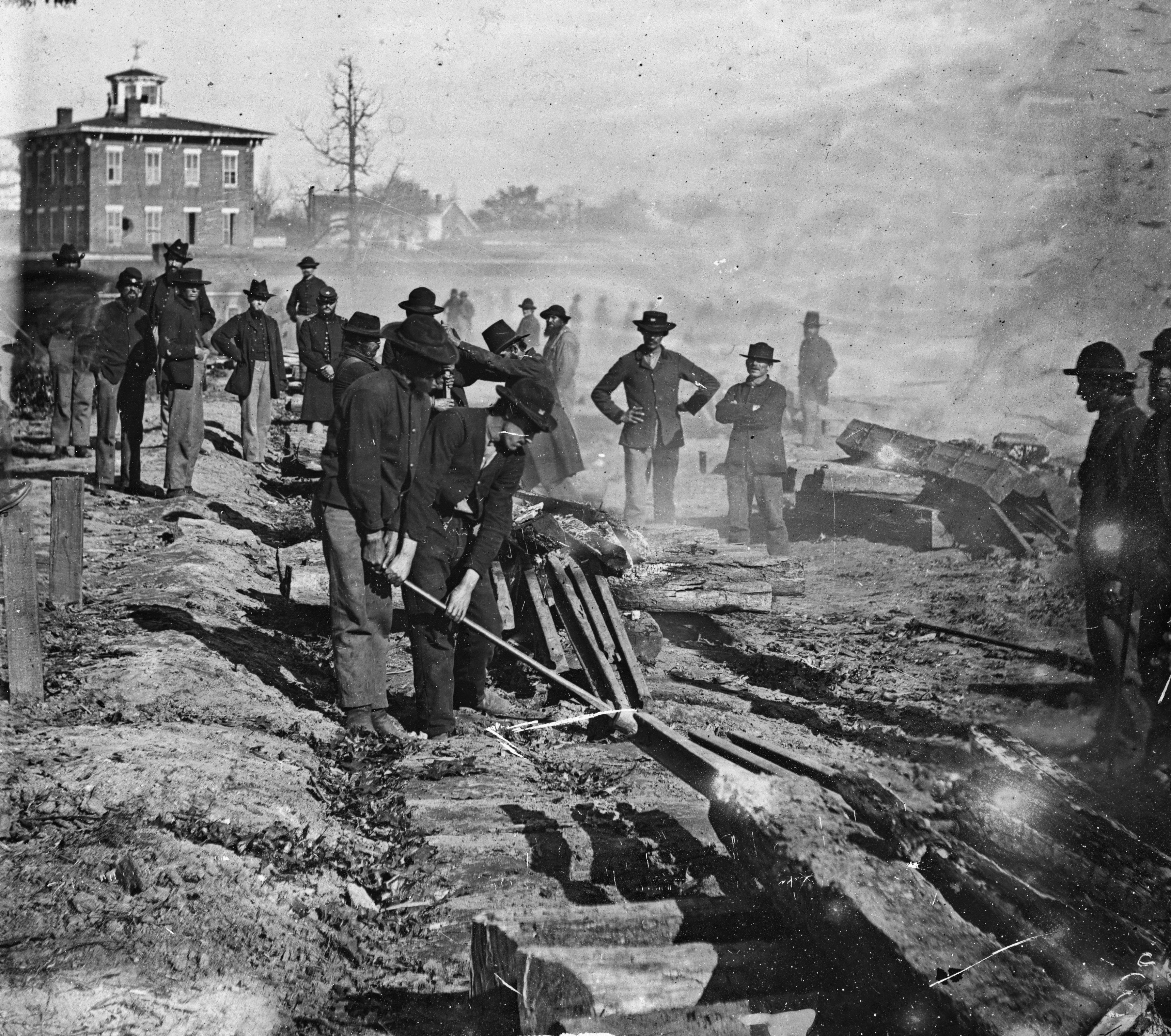
Alcuni uomini, durante la guerra di secessione americana, intenti a piegare le rotaie.

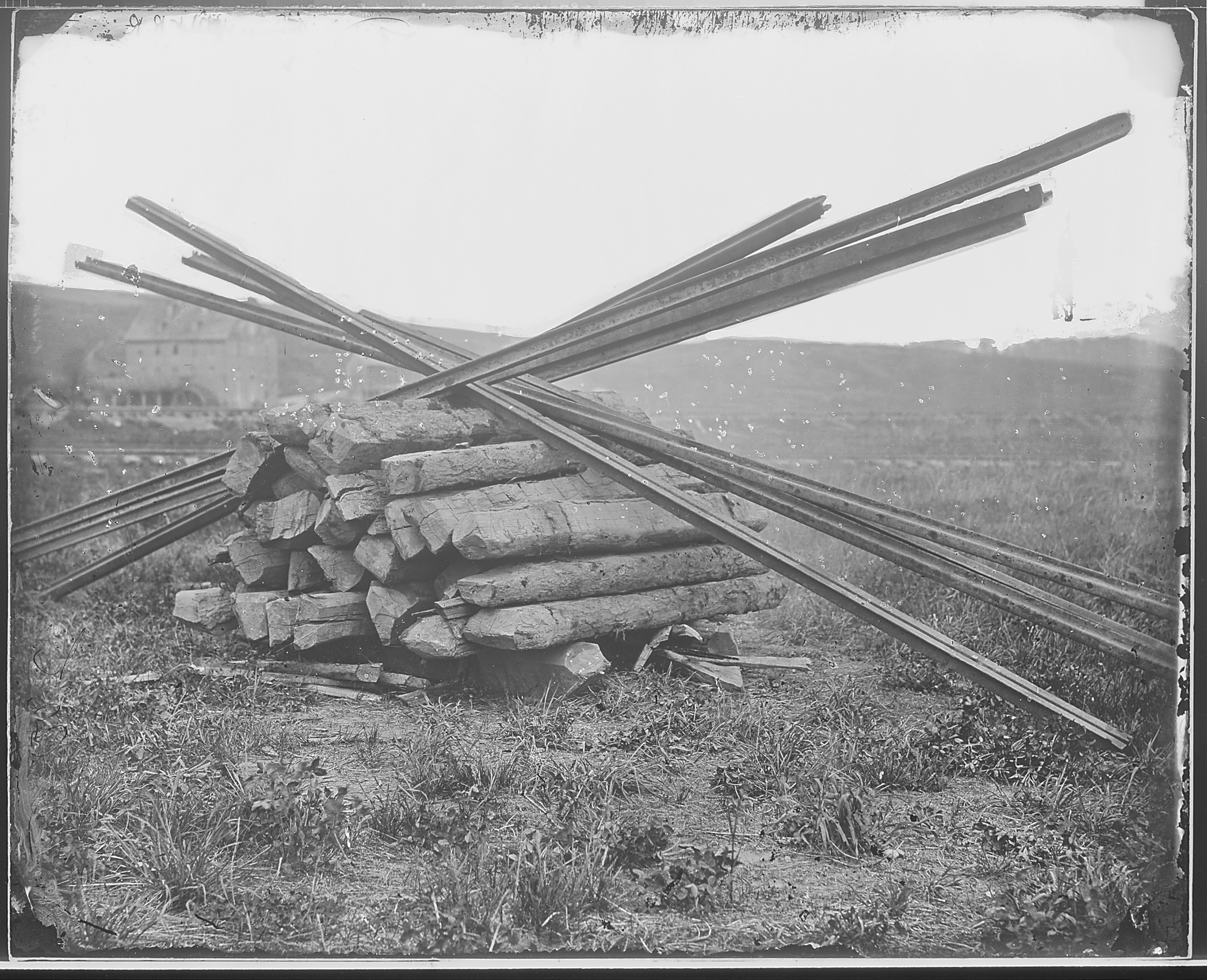
Rotaie disposte su una catasta di legna in attesa di essere incendiata.

La cravatta di Sherman (nell'originale in inglese, Sherman's necktie), conosciuta anche come Sherman's bowtie ("nodo della cravatta di Sherman"), era un particolare metodo di sabotaggio, utilizzato durante la guerra di secessione americana, per distruggere i binari del nemico in modo che non potessero più essere riparati.

## Descrizione
Le rotaie venivano scaldate sul fuoco fino a farle diventare malleabili e poi venivano attorcigliate, spesso attorno al tronco degli alberi, facendole somigliare vagamente a delle cravatte annodate. Siccome gli Stati Confederati d'America avevano una disponibilità limitata di ferro e possedevano poche fonderie, le linee ferroviarie sabotate dalle truppe unioniste mediante le cravatte di Sherman erano molto difficili da ripristinare e comportavano l'interruzione dei collegamenti.
Questo sistema di distruzione, che deve il proprio nome al generale unionista William Tecumseh Sherman, venne attuato a seguito di un ordine esplicito dello stesso Sherman del 18 luglio 1864, durante la campagna di Atlanta:
(William Tecumseh Sherman)
Dopo tre giorni solamente una linea ferroviaria che conduceva ad Atlanta era ancora intatta. Questa tattica venne utilizzata anche nel corso della marcia verso il mare di Sherman, durante la quale il generale, convinto che gli unionisti avrebbero potuto vincere la guerra solo distruggendo la capacità strategica, economica e psicologica dei confederati, applicò il principio della terra bruciata e ordinò alle sue truppe di incendiare i raccolti, uccidere il bestiame, consumare i rifornimenti e distruggere qualsiasi infrastruttura civile.
Nei primi giorni della campagna di Franklin-Nashville del 1864 anche le truppe confederate usarono questo sistema colpendo la Western and Atlantic Railroad, che collegava Chattanooga ad Atlanta e che era utilizzata da Sherman per i propri approvvigionamenti. Le cravatte di Sherman erano conosciute dai soldati del Tennessee anche come "le forcine per capelli della vecchia signora Lincoln" (nell'originale in inglese, Old Mrs. Lincoln's Hair Pins).
Durante lo svolgimento della campagna, con l'aumentare dell'esperienza da parte delle truppe unioniste nel manipolare le rotaie, le stesse sarebbero anche state piegate in modo da formare una U e una S (le iniziali di United States) e collocate in luoghi ben visibili, in modo da rafforzare l'impatto psicologico sui confederati.
Nella città di Stone Mountain venne eretto, nel 2011, un monumento costituito da una rotaia piegata a forma di S; il luogo fu scelto perché si ritiene che, da quella città, sia iniziata la marcia verso il mare.